# Astragal

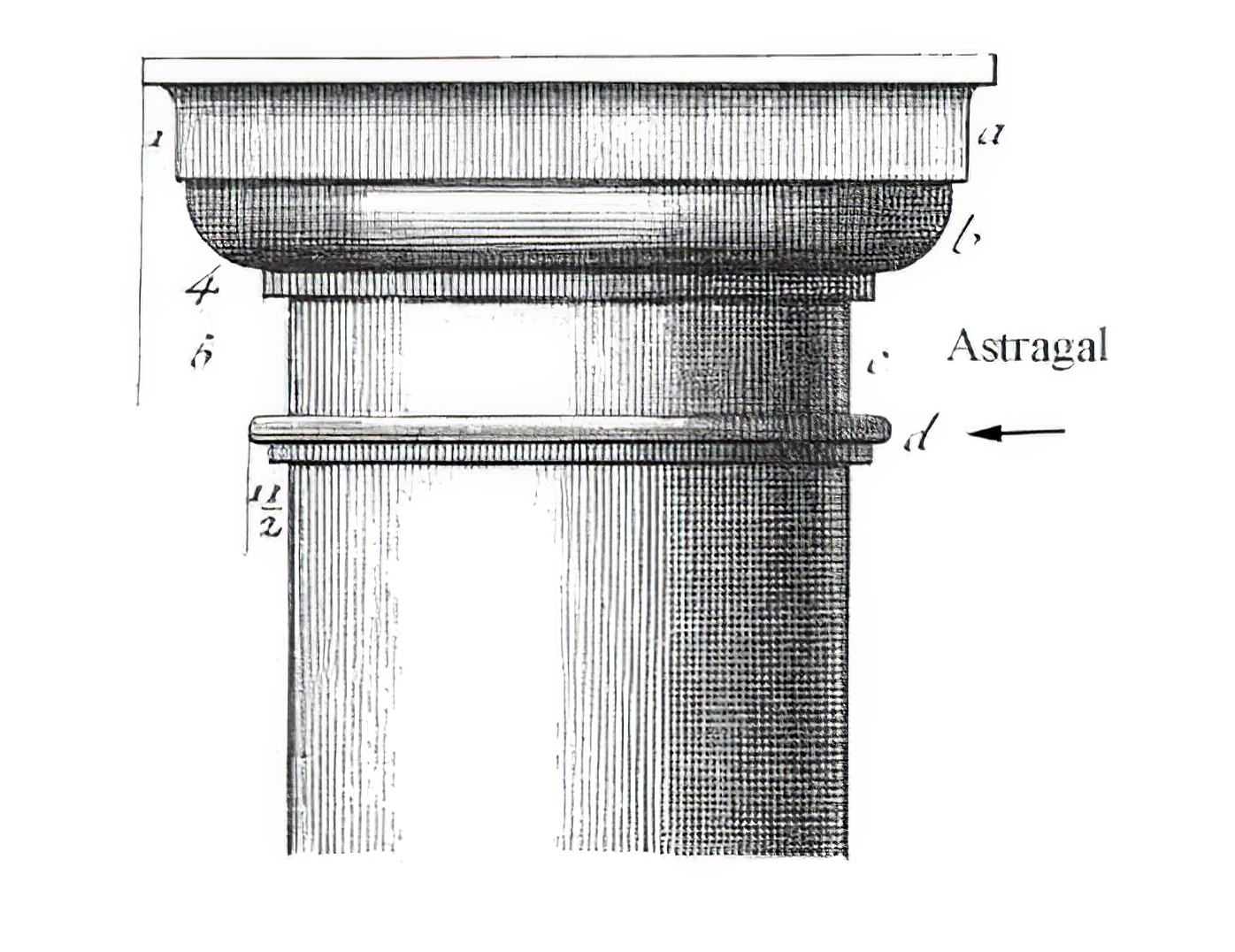
Astragal på en dorisk kolonn.

Astragal är en listprofil i form av rundstav, en smal list med runt tvärsnitt i antikens arkitektur och nyklassicismen. Astragaler används särskilt under kapitäl och är ofta dekorerade med omväxlande pärlformer och skivor, så kallad pärlstav.
En astragal kan också vara en äldre typ av tärning i form av ett asymmetriskt ben från en fårfot.